# 다비드 덴시크
다비드 덴시크(David Dencik, 1974년 10월 31일 ~ )는 스웨덴의 배우이다.

## 출연 작품
- 스노우맨 - 베틀슨 역
- 어거스트
- 웨이팅 포 더 바바리안 - 점원 역
- 007 노 타임 투 다이 - 발도 오브루체프 역